# Dancing Astronaut
Dancing Astronaut é uma plataforma de mídia norte americana fundada em 2009, que cobre principalmente a indústria da música eletrônica. O site cobre concertos e festivais, reportagens sobre notícias de entretenimento, provém avaliações de músicas e publica conteúdo original distribuído em plataformas de áudio sob demanda.

## História
Dancing Astronaut foi fundado em 2009 por Kevin Kaiser e Senthil Chidambaram como uma plataforma para a emergente cultura da electronic dance music. À medida que a música eletrônica cresceu em popularidade nos Estados Unidos, o Dancing Astronaut tornou-se conhecido como a fonte de informações que fornecia ao público jovem uma visão detalhada desse mercado em expansão. A empresa foi constituída em 2012 e tem 6 membros fundadores: Senthil Chidambaram, Kevin Kaiser, Zeyad Assaf, Tim Lim, Jacob Schulman e David Giamanco.
Em 2012, a revista Billboard referiu-se ao Dancing Astronaut como "A voz da geração EDM". Traçando o perfil das empresas notáveis na rápida expansão da indústria de música eletrônica, o artigo da Billboard intitulado "The Takeover of EDM" também elogiou o Dancing Astronaut por seu "estilo que ressoa com a base de fãs jovens da EDM", e como uma "empresa de conteúdo com uma marca já forte e reconhecível". A Billboard posicionou o Dancing Astronaut como um recurso valioso se fosse adquirido pela SFX Entertainment de Robert Sillerman.
Em janeiro de 2014, o Dancing Astronaut relançou seu site para "mostrar a mídia interativa de maneiras dinâmicas e inovadoras". Indo além do formato de blogroll original, o Dancing Astronaut introduziu uma nova experiência de usuário para mudar a maneira como seu público se envolvia com o conteúdo, criando conversas em torno de notícias e da música. Mais tarde naquele ano, Dancing Astronaut foi nomeado um dos "20 blogs de música mais influentes" pela Digital Music News.
Em 2015, havia rumores de que Dancing Astronaut tinha sido adquirido por um grande promotor de eventos, com especulativas empresas-mãe Live Nation, SFX Entertainment ou AEG. O The New York Times relatou que o Dancing Astronaut estava "em negociações para ser adquirido pela Insomniac", uma promotora de dança cujo proprietário majoritário é a Live Nation.
Dancing Astronaut foi nomeado para Melhor Recurso de Mídia Musical no International Dance Music Awards todos os anos desde 2014.

## Rádio
Em janeiro de 2012, o Dancing Astronaut lançou seu podcast principal, Axis, apresentando mixagens de DJs convidados semanalmente. Distribuído no iTunes e no SoundCloud, cada episódio atrai dezenas de milhares de ouvintes. Dancing Astronaut produziu mais de 180 episódios do Axis entrando em 2017, com convidados como Martin Garrix , Afrojack e outros.

## Parcerias da marca
O Dancing Astronaut tem sido a mídia oficial em vários festivais de música em todo o mundo, incluindo o Electric Zoo da cidade de Nova York, TomorrowWorld, Mysteryland (EUA) e Ultra Europe. A rede P Diddy ’s Revolt fez parceria com o Dancing Astronaut para sua campanha Summer Madness em 2014, para atingir ainda mais o público da dance music.
Em 2014, o Dancing Astronaut foi um parceiro de lançamento da Beats Music, uma das marcas iniciais a servir como programadores convidados para o serviço de streaming, ao lado de lojas como Rolling Stone e Pitchfork. Após a aquisição da Beats Music pela Apple, Dancing Astronaut foi novamente apontado como curador da Apple Music em seu lançamento em 2015.

## Na cultura popular

### A Discussão sobre mainstream
Em 24 de junho de 2012, o ex-editor-chefe Jacob Schulman publicou um editorial intitulado "Dance Music se tornou mainstream, mas não precisa se vender", que abordou a controvérsia em torno da popularidade crescente do EDM. O artigo se tornou viral, tornando-se o artigo mais lido do Dancing Astronaut até hoje, abrindo o assunto para discussão e análise de críticos musicais e especialistas culturais de todo o mundo.

### A Controvérsia de will.i.am
Em 16 de abril de 2013, o Dancing Astronaut publicou um relatório acusando o famoso produtor will.i.am de roubar a produção de " Rebound " de Arty e Mat Zo para seu próprio single, "Let's Go" com Chris Brown. O artigo provocou respostas instantâneas de Chris Brown, que tuitou sua defesa de participação na música. As descobertas do Dancing Astronaut foram divulgadas pelos principais meios de comunicação dos Estados Unidos e se tornaram o centro da controvérsia que questionou a ética de will.i.am, levando à admissão do produtor no final daquele mês.

### O retorno de Daft Punk
Em 26 de janeiro de 2013, Dancing Astronaut deu a notícia nos Estados Unidos de que Daft Punk deixaria sua gravadora de longa data EMI para assinar com a Columbia Records da Sony para o lançamento de seu quarto álbum de estúdio.  A ruptura levou aos veículos de notícias mainstream informando sobre os planos futuros de Daft Punk, bem como uma confirmação iminente em torno dessa especulação.